# Đinh Dị
Đinh Dị (tiếng Trung: 丁廙; bính âm: Dīng Yì; ? – 220), hay Đinh Dực (tiếng Trung: 丁翼; bính âm: Dīng Yì), tự Kính Lễ (敬禮), là nhà văn, quan viên dưới quyền quân phiệt Tào Tháo cuối thời Đông Hán trong lịch sử Trung Quốc.

## Cuộc đời
Đinh Dị quê ở nước Bái, Dự Châu, là con trai của Đinh Xung, em trai của Đinh Nghi. Đinh Xung cùng Tào Tháo là đồng hương cùng quận, lại là chỗ quen biết, tri kỷ. Năm 196, Hán Hiến Đế dời xa giá đến Lạc Dương, Đinh Xung ủng hộ Tuân Úc, Mao Giới, viết thư khuyên Tào Tháo đi nghênh đón Hiến Đế về huyện Hứa. Nhờ vậy mà được Tào Tháo tiến cử giữ chức Tư Lệ hiệu úy.
Đinh Dị từ nhỏ đã biểu hiện tài năng, học nhiều văn hay, sớm được tịch vào phủ của Tam công (khả năng là phủ Tư không của Tào Tháo). Thời niên hiệu Kiến An (196–220), Đinh Dị giữ chức Hoàng môn thị lang. Vì anh trai Đinh Nghi có thù hận với Tào Phi, nên hai anh em Nghi, Dị thân cận với Tào Thực, được Tào Thực tôn trọng.
Đinh Nghi, Đinh Dị thường nói tốt về Thực trước mặt Tào Tháo, ủng hộ Thực làm thế tử. Có lần Đinh Dị nói với Tào Tháo: Lâm Truy hầu [Tào Thực] bản tính nhân hiếu, xuất phát từ tự nhiên, lại thông minh tài trí, hiếm có trên đời. Hiền tài, quân tử trong thiên hạ giờ đây, bất kể gia trẻ, đều sẵn sàng chết chỉ để giao lưu với hắn. Đây thật sự là cái phúc trời cao ban cho Đại Ngụy, để quốc tộ có thể kéo dài vĩnh viễn vậy. Tào Tháo hỏi: Thực, ta rất yêu hắn, nếu như lời khanh nói! Ta muốn lập hắn làm thừa tự, thế nào? Dị trả lời: Quốc gia sở di hưng suy, thiên hạ sở dị tồn vong, không phải kẻ ngu dốt ti tiện có thể đề cập. Dị nghe qua hiểu thần [tử] ai bằng quân [chủ], hiểu con ai bằng cha. Mà nếu quân không hỏi tỏ mờ, cha không hỏi hiền ngu, thì ai có thể biết được thần tử, con cái như thế nào? Hiểu biết không phải chỉ bằng một lời, một vật, biết lòng không chỉ bằng một lần ngồi chung chiếu... Nay [ngài] phát mệnh minh đạt, nói lời vĩnh an, có thể nói là trên thuận lòng trời, dưới hợp lòng người, nói trong giây lát, tiếng vang muôn đời. Dị không tránh búa rìu dư luận, sao dám không nói? Tào Tháo vì thế định lập Thực làm người thừa kế. Tuy nhiên, năm 217, Tào Thực thất bại, Tào Phi được được lập làm thế tử.
Tháng Giêng năm 220, Tào Tháo chết, Tào Phi nối ngôi Ngụy công, bức tử Đinh Nghi, nhưng Nghi không tự sát. Đến tháng 3, Phi lên làm Ngụy vương, đem chuyện cũ ra, xử tử anh em Đinh Nghi, Đinh Dị cùng toàn bộ nam tính trong nhà. Trung lĩnh quân Hạ Hầu Thượng dập đầu xin Tào Phi tha cho anh em Nghi nhưng bất thành.
Đương thời Tào Thực có bài thơ Tặng Đinh Dực. Tác phẩm Quả phụ phú được Toàn Hậu Hán văn ghi chép do vợ Đinh Dị sáng tác, nhưng còn tranh cãi.

## Tác phẩm
Đinh Di để lại Đinh Dị tập hai quyển, đều đã thất lạc. Nay chỉ còn hai bài phú là Thái Bá Giai nữ phú và Đạn kỳ phú được thu gom vào Nghệ văn loại tụ, rồi được tập hợp lại trong Toàn Thượng cổ Tam đại Tần Hán Tam quốc Lục triều văn.

## Trong văn hóa
Trong tiểu thuyết Tam quốc diễn nghĩa, Đinh Nghi xuất hiện ở hồi 79, Đinh Dị cùng anh trai Đinh Nghi thuộc phe cánh của Tào Thực. Khi Tào Phi nên làm Ngụy công, sai sứ giả đến chất vấn việc Tào Thực không đến đưa tang Tào Tháo, Đinh Nghi nói rằng Thực xứng đáng nối ngôi. Tào Phi tức giận, sai Hứa Chử bắt Thực cùng anh em Nghi về Nghiệp Thành rồi tru di cả gia tộc họ Đinh.